# Jurish
Jurish (tiếng Ả Rập: جُريش) là một thị trấn Palestine ở tỉnh Nablus phía bắc Bờ Tây, nằm cách Nablus 27 km về phía đông nam. Theo Cục Thống kê Trung ương Palestine (PCBS), thị trấn có dân số 1.541 người vào năm 2017.

## Vị trí địa lý
Jurish nằm cách Nablus 14,24 km (8,85 mi) về phía đông nam. Nó giáp với Tal al Khashabe ở phía đông, Aqraba ở phía bắc, Qabalan ở phía bắc và phía tây, Talfit ở phía tây, Qusra và Majdal Bani Fadil ở phía nam.

## Lịch sử
Các mảnh gốm từ thời kỳ đồ đồng sơ khai, đồ đồng giữa, thời kỳ đồ sắt I, IA II, thời kỳ Hy Lạp hóa và thời kỳ La Mã đã được tìm thấy ở đây.
Người ta đã đề xuất xác định Jurish với Geresh, một ngôi làng Do Thái vào cuối thời kỳ Đền thờ thứ hai được Josephus đề cập là nơi sinh của thủ lĩnh phiến quân Simeon Bar-Giora (một quan điểm thiểu số xác định Geresh với Jerash ở Jordan thời hiện đại). Việc xác định này dựa trên việc bảo tồn tên và các hoạt động của Bar Giora ở lãnh thổ Acraba trong giai đoạn đầu của Chiến tranh Do Thái-La Mã lần thứ nhất. Người ta cũng cho rằng sau đó nơi này đã bị tướng La Mã Vespasianus phá hủy.
Conder và Kitchener nhận xét rằng phía đông bắc Jurish là "một nơi linh thiêng", nói thêm rằng địa điểm này "dường như là Capharetæa cổ đại (Kefr 'Atya), một thị trấn của người Samari, được Justinô Tử đạo đề cập đến. Trên thực tế, hai địa điểm này nà một và tàn tích dường như vẫn giữ nguyên tên cũ."
Những mảnh gốm từ thời Umayyad/Abbasid và Mamluk cũng đã được tìm thấy ở đây.

### Thời kỳ Ottoman
Năm 1517, ngôi làng được sáp nhập vào Đế quốc Ottoman cùng với phần còn lại của Palestine, và trong sổ ghi thuế năm 1596, nó xuất hiện với tên Juris, nằm ở Nahiya Jabal Qubal, một phần của Sanjak Nablus. Dân số là 16 hộ gia đình, tất cả đều theo đạo Hồi. Họ trả mức thuế cố định 33,3% cho các sản phẩm nông nghiệp, chẳng hạn như lúa mì, lúa mạch, vụ hè, cây ô liu, dê và tổ ong, ngoài các khoản thu không thường xuyên và thuế cố định cho người dân khu vực Nablus; tổng cộng là 2.000 akçe. Cũng trong sổ ghi thuế này, làng Kafr 'Atiyya gần đó (tại lưới tọa độ 181/167) có dân số 40 hộ gia đình theo đạo Hồi và trả doanh thu 9.000 akçe. Những mảnh gốm vỡ từ đầu thời Ottoman cũng đã được tìm thấy ở đây.